# کاخ العظم

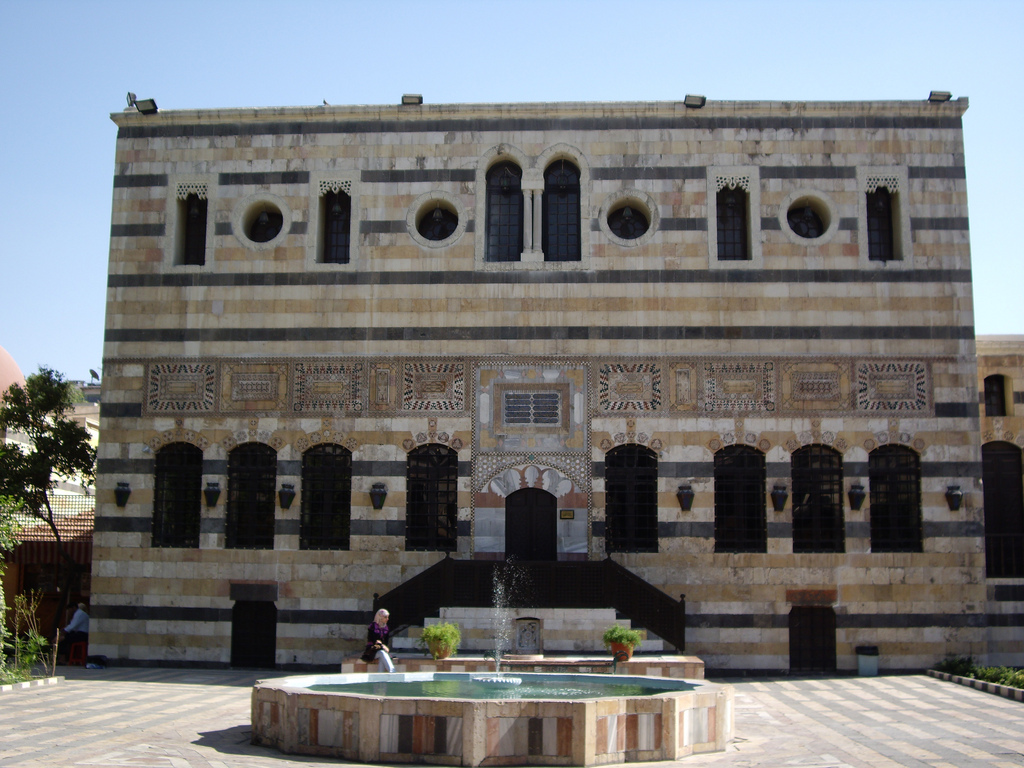
نمایی بیرونی از کاخ العظم به هم‌راه یکی از حوضچه‌ها.

کاخ العظم (به عربی: قَصْر الْعَظْم) نام کاخ‌موزه‌ای تاریخی در بخش قدیمی شهر دمشق است. کاخ العظم بدستور اسعدپاشا العظم، فرماندار وقت امپراتوری عثمانی در سرزمین‌های شام در سال ۱۷۵۰ میلادی ساخته شد.
کاخ العظم به شکل مربع ساخته شده‌است. ۸ گنبد کوچک و یک گنبد اصلی در مرکز ساختمان قرار دارد که با چهار ستون عظیم مرمری پشتیبانی می‌شود.